# 韋志成
韋志成，GBS，JP（Wai Chi-sing，1955年4月11日—），前市區重建局行政總監，前發展局常任秘書長（工務）。

## 簡歷
韋志成畢業於陳瑞祺（喇沙）書院，1977年在香港大學取得土木工程學學士學位，及後再取得美國普渡大學運輸工程學碩士學位。他於1980年8月加入政府，任職助理工程師，並先後於1996年7月升任總工程師，2000年11月升任政府工程師，再於2004年9月晉升為首席政府工程師。先後任職於運輸署，前拓展署，路政署和前環境運輸及工務局的工務科。2006年至2010年出任路政署署長。2010年6月16日起出任發展局常任秘書長（工務）。韋志成已婚，育有一女。

## 外部連結
| 政府职务      | 政府职务                                       | 政府职务      |
| ------------- | ---------------------------------------------- | ------------- |
| 前任： 麥齊光 | 發展局常任秘書長（工務） 2010年 - 2015年       | 繼任： 韓志強 |
| 前任： 麥齊光 | 路政署署長 2006年 - 2010年                     | 繼任： 劉家強 |
| 其他職務      |                                                |               |
| 前任： 林濬   | 市區重建局行政總監 2016年6月15日-2025年6月15日 | 繼任： 蔡宏興 |